# Науместский район
Науместский район (лит. Naumiesčio rajonas) — административно-территориальная единица в составе Литовской ССР, существовавшая в 1950—1959 годах. Центр — город Кудиркос-Науместис.
Науместский район был образован в составе Каунасской области Литовской ССР 20 июня 1950 года. В его состав вошли 29 сельсоветов Шакяйского уезда и 7 сельсоветов Вилкавишского уезда.
28 мая 1953 года в связи с ликвидацией Каунасской области Науместский район перешёл в прямое подчинение Литовской ССР.
7 декабря 1959 года Науместский район был упразднён. При этом город Кудиркос-Науместис, Гришкабудисский, Кетурнауенский, Синтаутайский, Спарвиняйский, Шилгаляйский и Жвиргждайчайский сельсоветы были переданы в Шакяйский район, а Арминайский, Барздайский и Юодупенайский сельсоветы — в Вилкавишкский район.